# Avaste soo
Avaste soo är en sumpmark i Estland.   Den ligger i landskapet Raplamaa, i den västra delen av landet, 90 km söder om huvudstaden Tallinn.